# Марта Берш
Марта Берш (англ. Martha Boersch; нар. 19 березня 1957) — американський юрист. Відома як прокурор, що провадила обвинувачення у справі Лазаренка. В українських медіа деякі автори помилково називають її Мартою Борщ, вважаючи, що вона має українські корені; насправді її прізвище має німецьке походження. 

## Біографія
Марта Берш народилася 19 березня 1957 року в Міннеаполісі в США. У 1979 році закінчила Університет штату Орегон. У 1986 році закінчила Юридичну школу Каліфорнійського університету в Берклі. Працювала федеральним прокурором Північного округу штату Каліфорнія. Провадила обвинувачення у справі проти екс-прем'єр-міністра України Павла Лазаренка. За цю справу в 2009 році вона була удостоєна Нагороди Генерального прокурора за відмінну службу, другої найвищої нагороди Міністерства юстиції США. Після державної служби в 2006 році стала адвокатом у юридичній компанії «Сідеман і Бенкрофт». З 2016 року партнер юридичної фірми «Boersch Shapiro LLP».
У грудні 2017 року кандидатуру Марти Берш запропоновано на посаду аудитора Національного антикорупційного бюро України. Проте 8 лютого 2018 року в ЗМІ з'явилася інформація, що Берш відмовилася від посади.
Член Асоціації адвокатів Сан-Франциско та Американської асоціації правників.

## Помилкове написання прізвища
В українських медіа деякі автори неправильно називають Марту Берш Мартою Борщ, помилково вважаючи, що вона має українські корені. Насправді її прізвище німецького походження. Марті Берш нічого не відомо про існування в неї українських коренів .